# Bieselwald

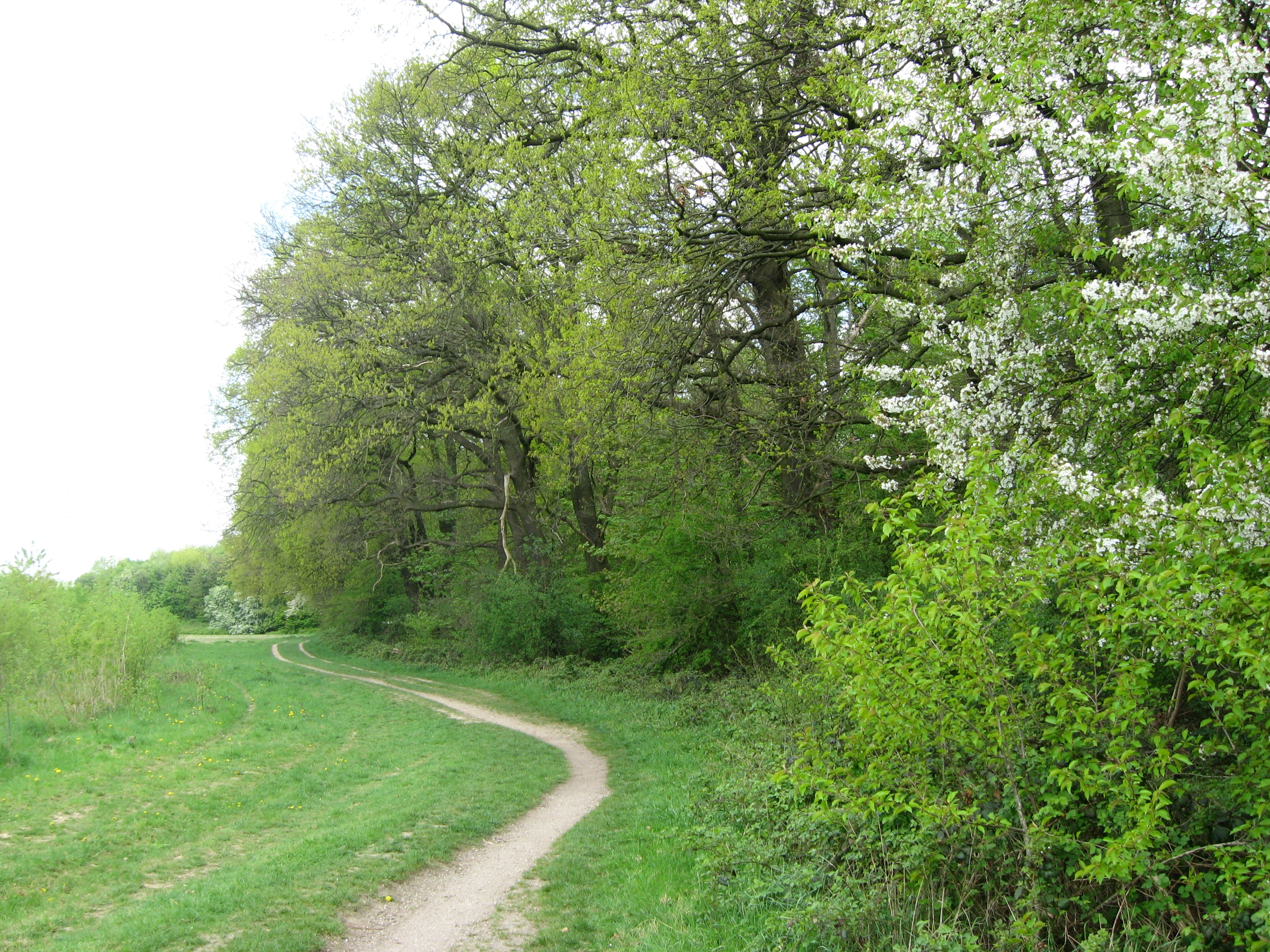
Der Bieselwald

Der Bieselwald ist ein Stadtwald und Naherholungsgebiet innerhalb der Kölner Stadtteile Grengel und Wahnheide. Der Wald gehört zum Landschaftsschutzgebiet Freiräume um Zündorf, Wahn, Libur, Lind und Langel rechtsrheinisch.

## Senkelteiche und Butzbach
Im Bieselwald befinden sich der untere und der obere Senkelteich, die durch den Butzbach mit Frischwasser gespeist werden.

## Waldstadion und Reitanlage
Innerhalb des Waldes liegt eine Sportanlage mit einem Fußballascheplatz; am Rand des Bieselwaldes wurden eine Reithalle sowie verschiedene Reit- und Springparcours angelegt – und speziell gekennzeichnete Wege innerhalb des Waldgebiets wurden darüber hinaus für die Reiter freigegeben. Ferner befindet sich eine Kindertagesstätte im Bieselwald.

## Fotos

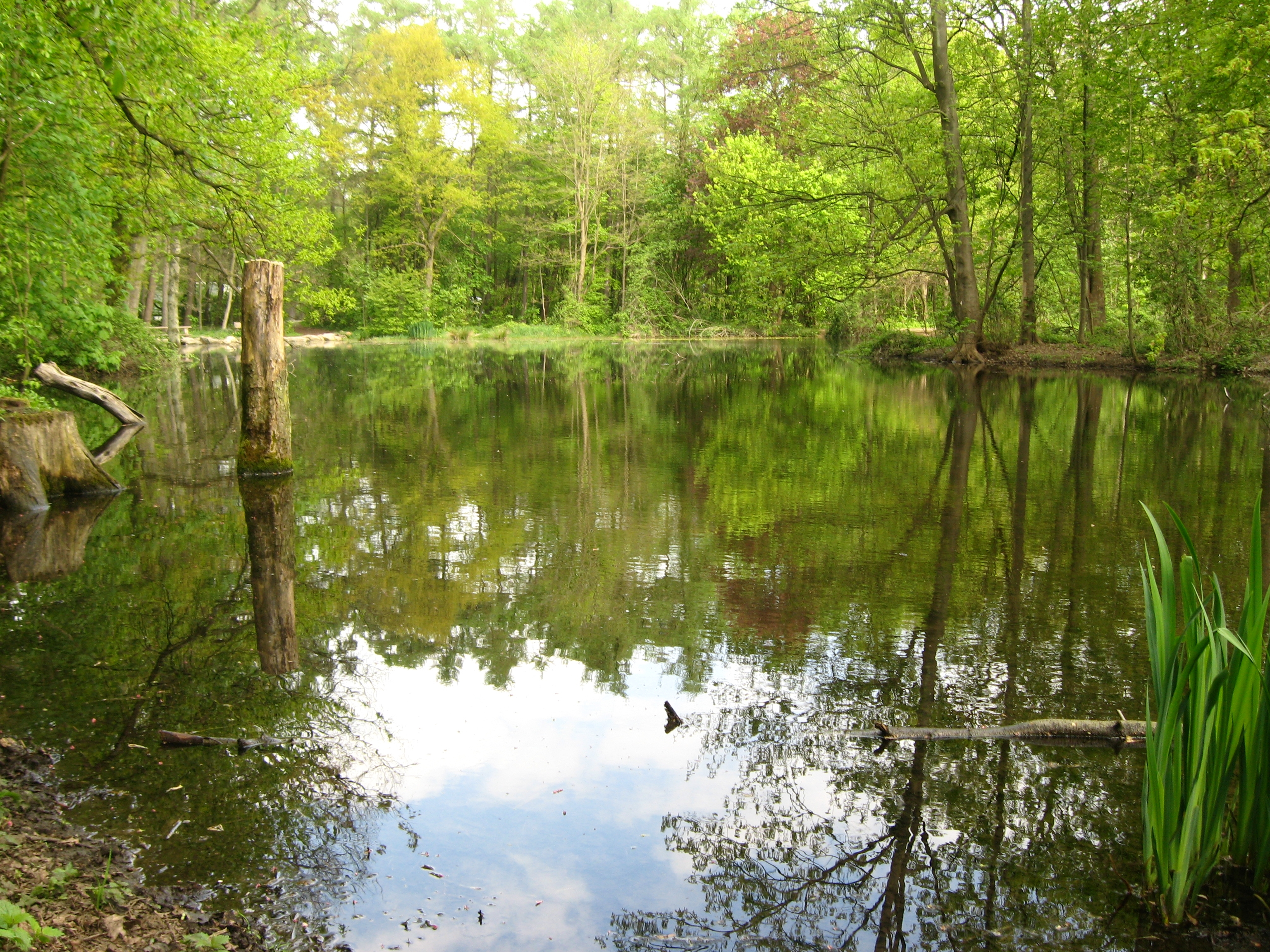
Unterer Senkelteich
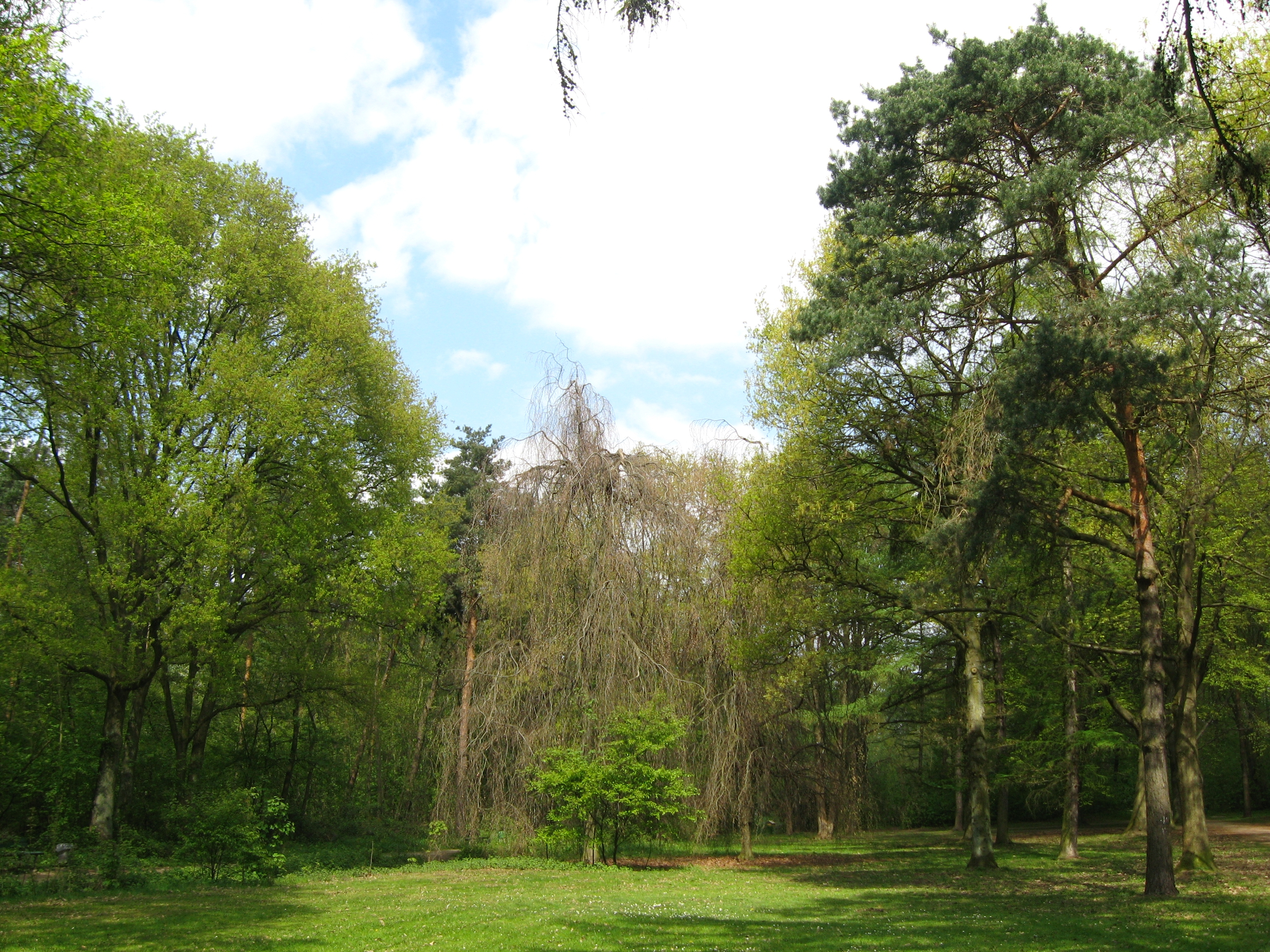
Stadtpark
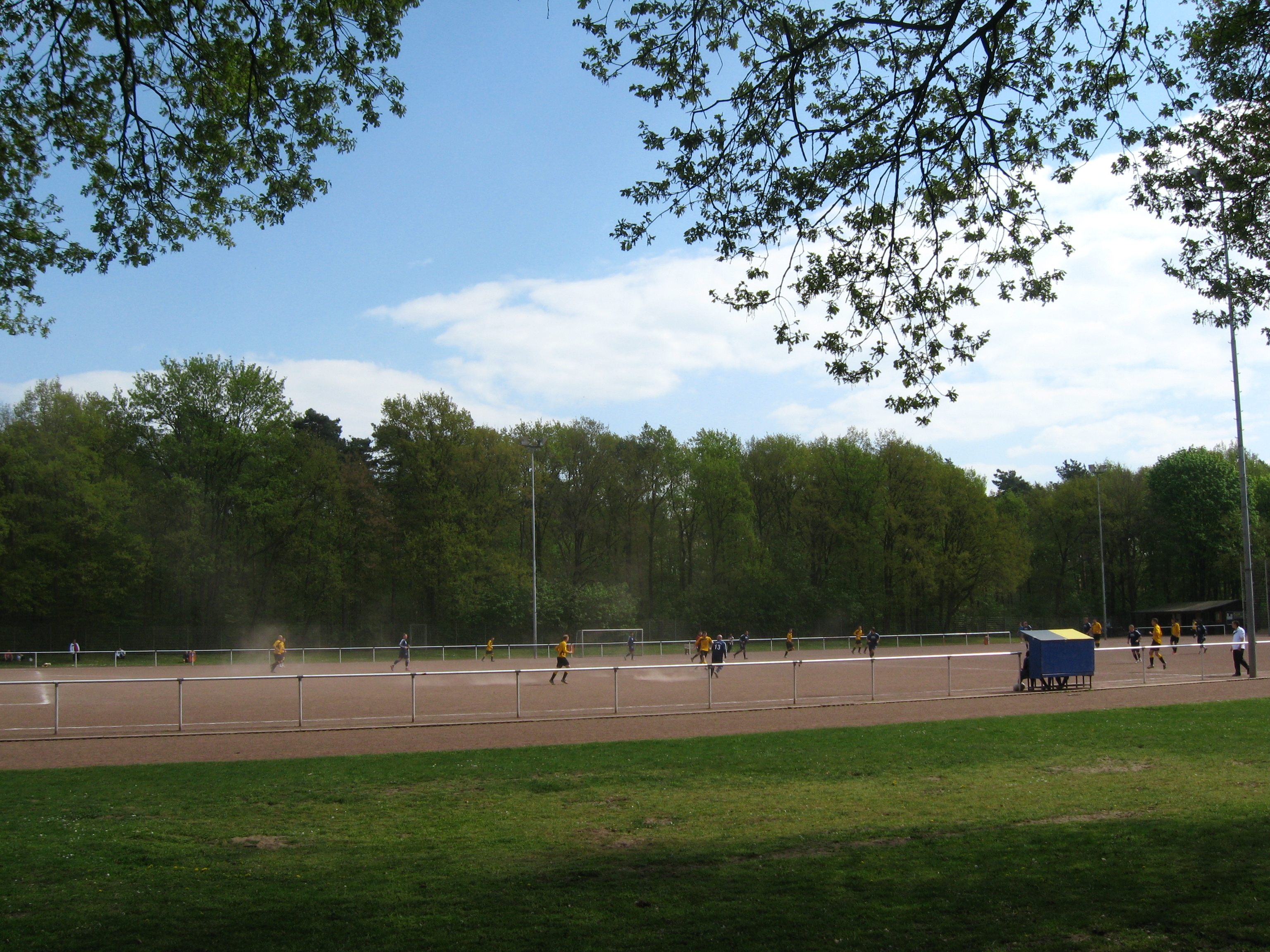
Waldsportplatz
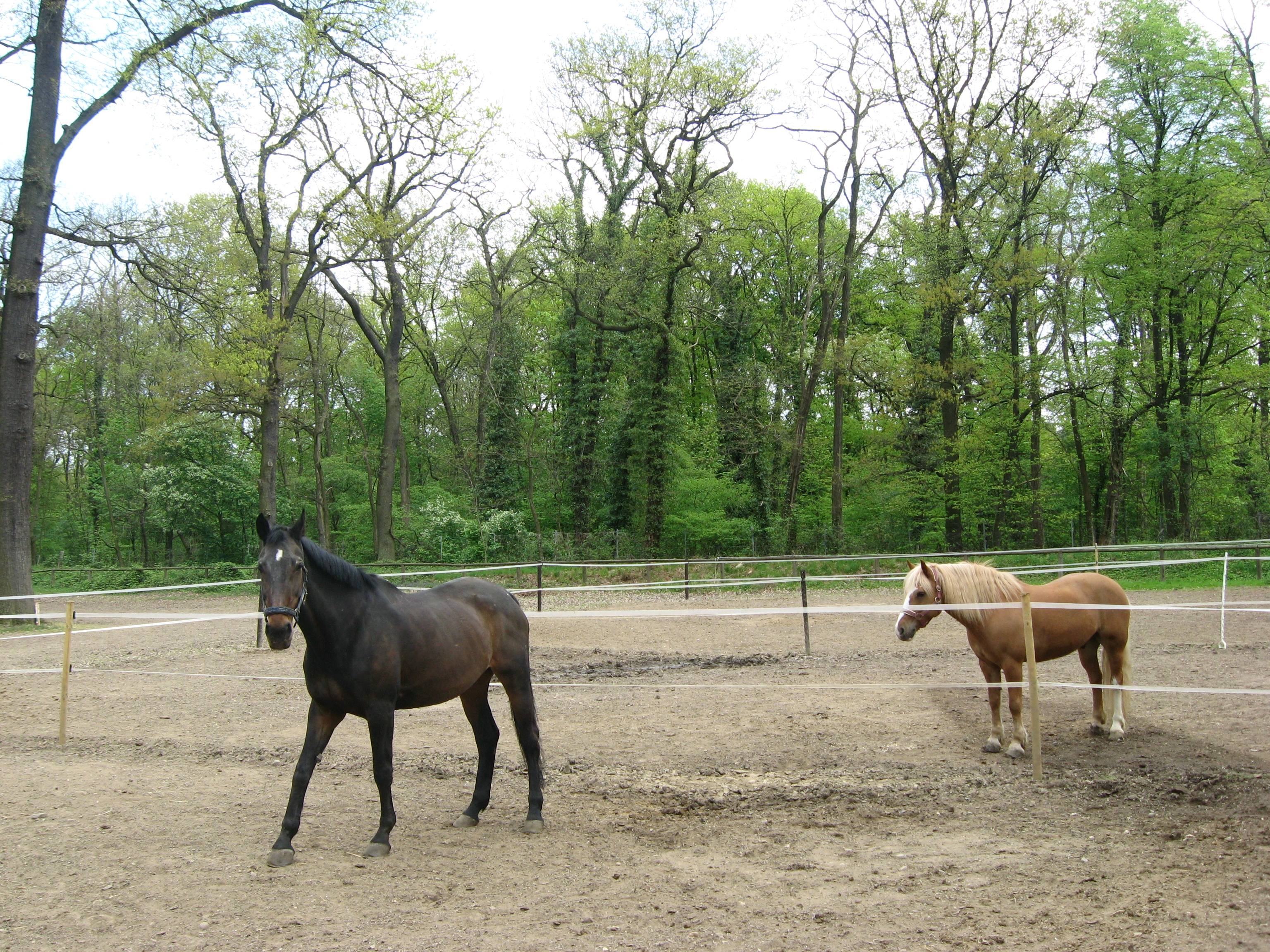
Reitanlagen